# Красный серау
Красный серау (лат. Capricornis rubidus) — парнокопытное млекопитающее из семейства полорогих, среднее по размерам между оленем и козой.

## Описание
Длина тела с головой 140—155 см, высота в холке: 85—95 см, хвост длиной 8—16 см. Мех густой красновато-коричневый с белыми волосами на щеках, горле и животе. Есть короткая красная грива и чёрный «ремень» по центру спины. Телосложение крепкое. Оба пола имеют короткие, слегка изогнутые назад рога, до 25 сантиметров в длину.

## Ареал и места обитания
Этот вид известен из северных районов и, возможно, запада Мьянмы. Эти животные встречаются только в горных районах.

## Образ жизни
Как и все серау, видимо, ведут одиночный образ жизни и питаются травой, листьями и другой растительностью, при этом кормятся в основном рано утром и поздно вечером, а в остальное время укрываются в укромных местах — в пещерах или под нависающими скалами.

## Размножение
Как другие серау, вероятно, спариваются между октябрем и ноябрем. Самка приносит одного детёныша следующей весной, после беременности, длящейся около семи месяцев. Самки могут достигать половой зрелости за 30 месяцев, самцы — от 30 до 36 месяцев.

## Классификация
Красного серау раньше считали подвидом суматранского серау.

## Красный серау и человек
Серау являются в Мьянме объектом активного промысла. Их мясо употребляется в пищу, а различные части тела идут на изготовление снадобий восточной медицины. Их рожки экспортируют в Таиланд, где их прикрепляют к шпорам бойцовых петухов (считается, что это делает их энергичнее).